# Pachydema gourvesi
Pachydema gourvesi är en skalbaggsart som beskrevs av Baraud 1985. Pachydema gourvesi ingår i släktet Pachydema och familjen Melolonthidae. Inga underarter finns listade i Catalogue of Life.